# 忌部神社
忌部神社（いんべじんじゃ）は、徳島県徳島市二軒屋町にある神社である。式内社（名神大社）の後継社で、旧社格は国幣中社、現在は神社本庁の別表神社。

## 祭神
- 天日鷲命（あめのひわしのみこと）

阿波忌部氏の祖神で、『古語拾遺』によれば天照大神の岩戸隠れの際に天太玉命に率いられて、榖（かじ）の木を植え、白和幣（しらにきて）（楮の繊維を織ったもの。木綿（ゆう）ともいう）を作った神である。

## 歴史
『延喜式神名帳』に載せる「阿波国麻殖郡 忌部神社」は名神大社にも列していたが、中世以降、兵火などにより所在が不明となり、近世以降、複数の神社が式内・忌部神社を主張していたため、明治4年（1871年）に暫時「所在地不明」のまま国幣中社に列格し、翌5年に麻植郡山崎村（現 吉野川市山川町）の村社忌部神社を式内忌部神社に決定した。これに対して美馬郡西端山（現 つるぎ町貞光）の五所神社（現 当社境外摂社御所神社）が式内忌部神社を主張し、翌々7年（1874年）に改めて山川町の忌部神社を比定するという太政官布告が出されたものの、その後も論争が続いたため、同14年（1881年）に五所神社を式内忌部神社に変更したが、今度は山崎側が大いに反発し、結局太政官による妥協策として名東郡富田浦町（現 徳島市）に新たな社地を定めるという通達を出し、同18年（1885年）に眉山中腹の現在地を選定、そこに鎮座する郷社金刀比羅神社に仮遷座して五所神社を境外摂社とし、社殿竣工により同25年（1892年）5月15日に現在地に遷座した。
なお、式内忌部神社の歴史は忌部神社 (吉野川市) を参照。

## 神事
- 春季例大祭 鷲替え（わしがえ）神事（5月15日） - 明治25年の遷座（創祀）を記念して行う

## 社殿
社殿は「歴史」の節で見たように明治25年に創建されたが、昭和20年（1945年）、戦災により主要建物をほとんど焼失した。現在の本殿は同28年（1953年）に再建されたもので、正面3間、他の3面が2間の流造で屋根銅板葺。棟に千木・鰹木を置く。
織殿には織機が置かれている。

## 摂社 御所神社
- 「御所神社」を参照。

## 麁服
『延喜式』では阿波忌部（あわいんべ）が天皇即位の大嘗祭に際して、神服（かむみそ）としての麻で織った麁服（あらたえ）を調進することと定められている。その忌部の末裔が三木家とされており、1990年の大嘗祭では、徳島で栽培された麻は、吉野川の忌部神社で織られ、本記事の徳島市の忌部神社の宮司が斎主となり神事が行われた。
麻畑に鳥居や竹矢来（たけやらい）が造営され、三木家当主が種をまく播種式（はしゅしき）、抜麻式（ばつましき）、初紡式では収穫した麻を糸にし、麁服織初式が行われ、選出された未婚の織女（おりめ）によって織られ、そうしてできた麁服は、唐櫃（からひつ）に入れて皇居へ送られた。